# Elmer Niklander
Elmer Konstantin Niklander (Rutajärvi, 19 gennaio 1890 – Helsinki, 12 novembre 1942) è stato un discobolo e pesista finlandese.

## Biografia
Alle Olimpiadi del 1912 a Stoccolma riuscì a vincere la medaglia d'argento nel lancio del disco a due mani (disciplina valida solo in quell'edizione, consisteva nel sommare la misura ottenuta col destro con quella con il sinistro) e la medaglia di bronzo nel getto del peso a due mani (valida anch'essa solo in questa edizione). La sua carriera fu successivamente ostacolata dalla prima guerra mondiale. Il suo ritorno avvenne alle Olimpiadi di Anversa 1920, dove ottenne la medaglia d'oro nel lancio del disco, con 44,68 metri (davanti al connazionale Armas Taipale e l'americano Gus Pope) e la medaglia d'ergento nel getto del peso dietro il connazionale Ville Pörhölä. Niklander divenne così forte allenandosi nel cortile di casa sua e partecipando alle competizioni sportive organizzate dal dipartimento locale.

## Palmarès
| Anno | Manifestazione | Sede      | Evento                      | Risultato | Misura   | Note |
| ---- | -------------- | --------- | --------------------------- | --------- | -------- | ---- |
| 1912 | Olimpiadi      | Stoccolma | Getto del peso a due mani   | Bronzo    | 27,14 m  |      |
| 1912 | Olimpiadi      | Stoccolma | Lancio del disco a due mani | Argento   | 77,96 m  |      |
| 1920 | Olimpiadi      | Anversa   | Getto del peso              | Argento   | 14,155 m |      |
| 1920 | Olimpiadi      | Anversa   | Lancio del disco            | Oro       | 44,685 m |      |